# Crypteroniaceae
Crypteroniaceae is een botanische naam, voor een familie van tweezaadlobbige planten. Een familie onder deze naam wordt de laatste decennia algemeen erkend door systemen van plantentaxonomie, en ook door het APG-systeem (1998) en het APG II-systeem (2003).
Het gaat om een kleine familie van nog geen dozijn soorten, die voorkomen in Zuidoost Azië.
In het Cronquist-systeem (1981) is de plaatsing eveneens in de orde Myrtales.